# François Moracchini
Pour les articles homonymes, voir Moracchini.
François Moracchini, né le 24 janvier 1904 et mort assassiné le 15 septembre 1930 à Marseille, est un boxeur français.

## Biographie
Entre 1926 et 1927, Moracchini est battu à quatre reprises par Émile Pladner. En janvier 1927, il perd son titre de champion de France des poids mouches sur décision administrative après avoir déclaré forfait pour une grippe . Un mois plus tard, il est battu aux points par Pladner,,. En novembre, la série prend fin sur un knockout de Pladner.
En mars 1928, François Moracchini devient champion de France des poids coqs en battant le détenteur du titre Francis Biron en le mettant hors combat dans le douzième round. Six mois plus tard, lors de la revanche entre les deux hommes, le Marseillais bat de nouveau Biron.
Un soir dans le bar de la Gaieté, établissement du boulevard Baille qu'il exploite avec son frère André, un joueur énervé réclame nerveusement à son frère qu’il lui paie 2 200 francs, le montant de ses pertes aux courses. La discussion dérape, le client sort un revolver et tue François Moracchini qui se trouve derrière le comptoir.